# Potatisbryum
Potatisbryum (Bryum bornholmense) är en bladmossart som beskrevs av Winkelmann och Johannes Friedrich Ruthe 1899. Potatisbryum ingår i släktet bryummossor, och familjen Bryaceae. Enligt den svenska rödlistan är arten otillräckligt studerad i Sverige. Arten förekommer i Götaland och Svealand. Artens livsmiljö är jordbrukslandskap. Inga underarter finns listade i Catalogue of Life.